# Comunità montana Alta Val Bormida
La Comunità montana Alta Val Bormida era un comprensorio montano della Liguria, in provincia di Savona, formato dai comuni di: Bardineto, Bormida, Cairo Montenotte, Calizzano, Carcare, Cengio, Cosseria, Dego, Mallare, Massimino, Millesimo, Murialdo, Osiglia, Pallare, Piana Crixia, Plodio e Roccavignale.
Per disposizioni collegate alla legge finanziaria 2011 la comunità montana, così come tutte le altre della Liguria, è stata soppressa con la Legge Regionale nº 23 del 29 dicembre 2010 e in vigore dal 1º maggio 2011.
L'ente locale aveva sede a Millesimo e l'ultimo presidente, eletto nel 2009, era Ivano Fracchia già assessore del comune di Roccavignale.

## Storia
L'ente era stato istituito dopo le approvazioni delle leggi regionali nº 15 e 27 del 1973, emanate dalla Regione Liguria dopo l'istituzione ufficiale delle Comunità montane con la legge nº 1102 del 3 dicembre 1971.
Con le nuove disposizioni della Legge Regionale nº 6 del 1978 la comunità montana assumeva, direttamente dalla regione, le funzioni amministrative in materia di agricoltura, sviluppo rurale, foreste e antincendio boschivo.
Con la disciplina di riordino delle comunità montane, regolamentate con la Legge Regionale nº 24 del 4 luglio 2008 e in vigore dal 1º gennaio 2009, non faceva più parte dell'originaria comunità montana il comune di Cairo Montenotte che aveva delegato la stessa alle funzioni amministrative.
Dal 1º maggio 2011 l'ente montano è stato soppresso con il trasferimento delle deleghe in materia nuovamente alla Regione e ai comuni interessati.

## Galleria d'immagini

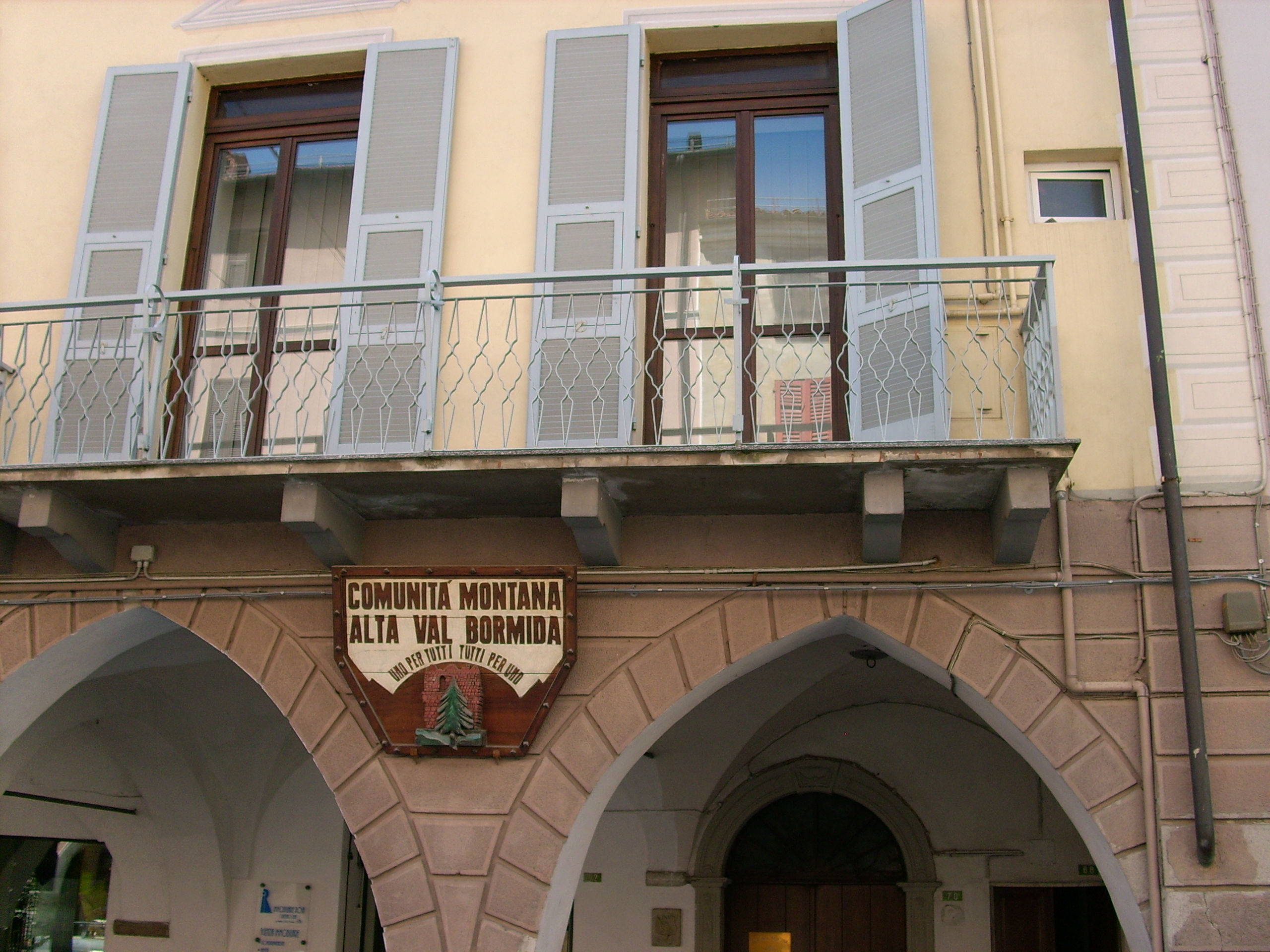
La sede della comunità presso Millesimo
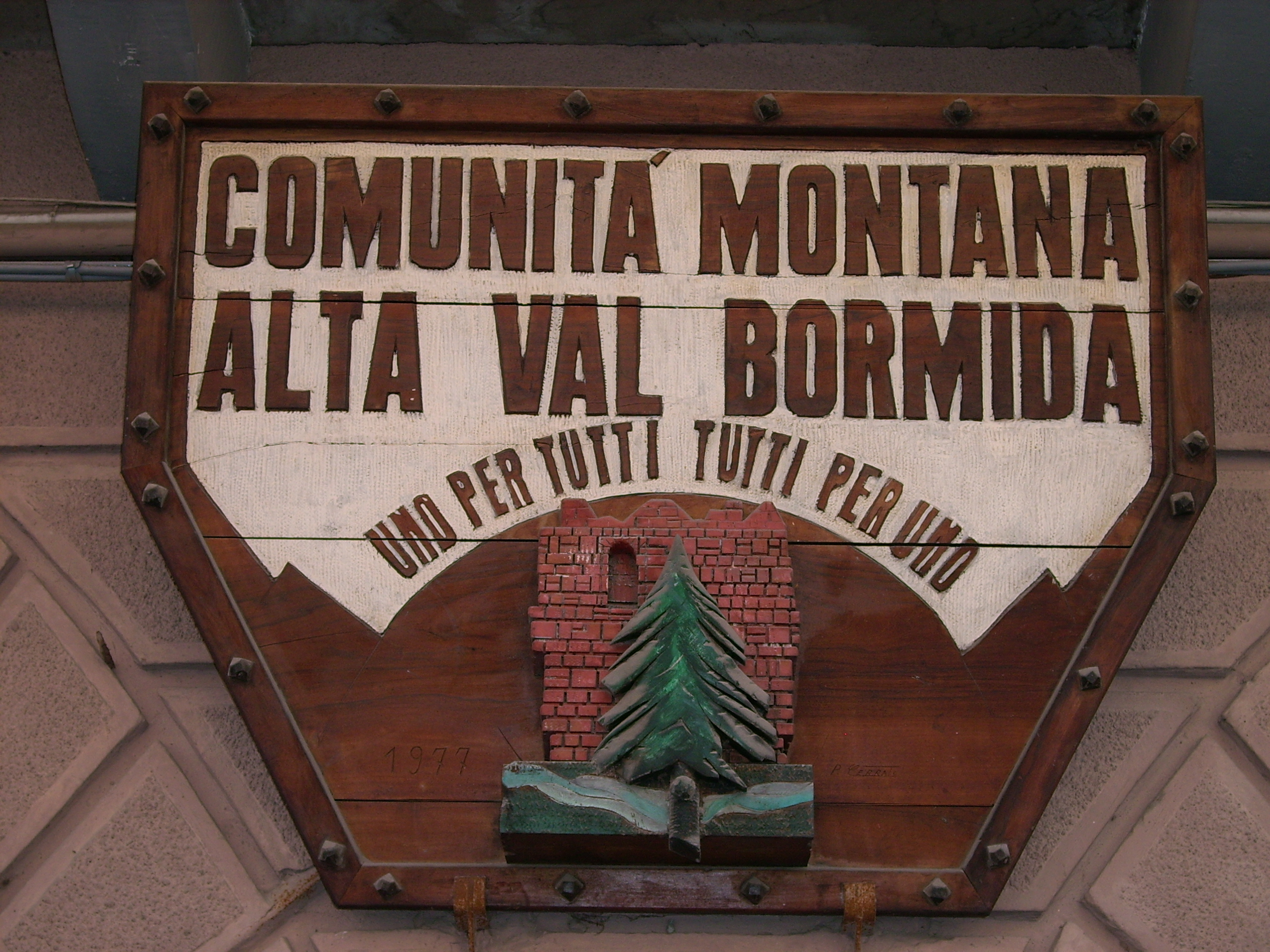
Insegna della comunità montana
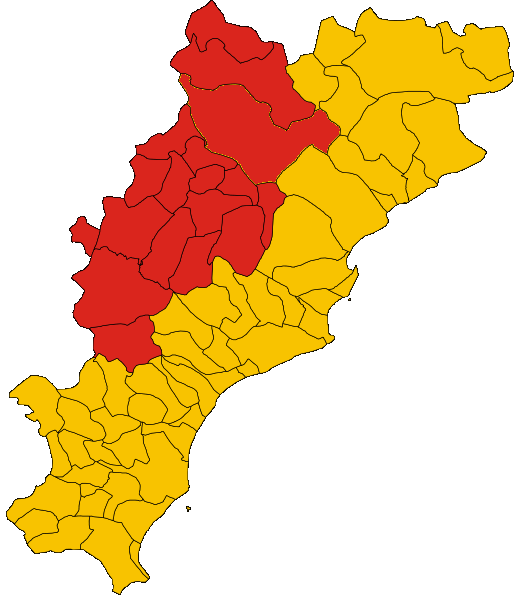
I comuni dell'ente montano nel 2008